# Rudolf Sandalo mladší
Rudolf Sandalo, též Rudolf de Sandalo, (15. srpna 1899 Bílsko-Bělá – 30. prosince 1980 Frankfurt nad Mohanem) byl německý fotograf architektury, syn Rudolfa Sandalo staršího. V roce 1926 se v Brně oženil s Karlou Bochnerovou. Po smrti otce v roce 1932 přemístil ateliér do Prahy, kde sídlil v Jilské 4 a v Kaprově 12. V roce 1940 přesídlil do Berlína.